# Dave Chappelle
David Khari Webber „Dave“ Chapelle (* 24. srpna 1973, Washington, D.C., Spojené státy americké) je americký komik, scenárista, televizní/filmový producent, herec a umělec. Chappellovým prvním filmem byl Bláznivý příběh Robina Hooda (1993), poté se objevoval v menších rolích ve filmech Zamilovaný profesor, Con Air a Modrý blesk. Jeho první hlavní role přišla ve filmu Mazaní hoši (1998). V roce 2003 získal ohlas a popularitu pro svou TV komediální show Chappelle's Show, ta se vysílala až do jeho náhlého odchodu v roce 2005. Několik „ztracených“ dílů bylo odvysíláno v roce 2006. Dodnes je pořad vysílán v reprízách, vzdor malému množství natočených epizod v porovnání s většinou amerických reprízovaných pořadů.
Chappelle získal 43. příčku v žebříčku Comedy Central 100 největších stand-up komiků všech dob.

## Životopis
Chappelle žije se svou ženou Elaine a dvěma syny Sulaymanem a Ibrahimem a dcerou Sonal na farmě nedaleko Yellow Springs, Ohio. Vlastní také několik domů ve městě Xenia v Ohiu. Když Chappelle mluvil o svém domě v Yellow Springs pronesl, „Ukázalo se, že nepotřebuji 50 miliónů abych tady mohl žít. Stačí jen krásný úsměv a trocha pozornosti. Vy lidi jste ti nejlepší sousedé,“ na bluesovém a jazzovém festivalu v září 2006, „To je proč jsem přišel a proč tu zůstávám.“
Chappelle je muslim, k víře konvertoval v roce 1998. V rozhovoru pro Time Magazine v květnu 2005 prohlásil, „Běžně o své víře na veřejnosti nemluvím, protože nechci, aby si lidé spojovali mě a mé chyby s tak krásnou věcí. A věřím, že je nádherná, když se ji naučíte správně.“

## Filmografie

### Film
| Rok  | Název                        | Role                               | Poznámky                    |
| ---- | ---------------------------- | ---------------------------------- | --------------------------- |
| 1993 | Bláznivý příběh Robina Hooda | Ahchoo                             |                             |
| 1993 | Semtex Blues                 | Ozzie                              |                             |
| 1994 | Getting In                   | Ron                                |                             |
| 1996 | Zamilovaný profesor          | Reggie Warrington                  |                             |
| 1996 | Švábi                        | Šváb (hlas)                        |                             |
| 1997 | Con Air                      | Pinball                            |                             |
| 1997 | Opravdová blondýnka          | Zee                                |                             |
| 1997 | Damn Whitey                  | Dave                               | krátkometrážní film         |
| 1997 | Bowl of Pork                 | Forrest Gump                       | krátkometrážní film         |
| 1998 | Mazaní hoši                  | Thurgood Jenkins / Sir Smoke-a-Lot | také scenárista a producent |
| 1998 | Divoká Woo                   | Lenny                              |                             |
| 1998 | Láska přes internet          | Kevin Jackson                      |                             |
| 1999 | Modrý blesk                  | Tulley                             |                             |
| 1999 | 200 cigaret                  | Dicso Cabbie                       |                             |
| 2000 | Podfukáři                    | Rusty P. Hayes                     |                             |
| 2002 | Bratrstvo černé pracky       | Konspirační bratr                  |                             |
| 2006 | Block Party                  | Sám sebe                           | také scenárista a producent |
| 2015 | Chi-Raq                      | Morris                             |                             |
| 2018 | Zrodila se hvězda            | Noodles                            |                             |

### Televize
| Rok        | Název                                                  | Role                   | Poznámky                                             |
| ---------- | ------------------------------------------------------ | ---------------------- | ---------------------------------------------------- |
| 1993       | Def Comedy Jam                                         |                        | TV pořad                                             |
| 1995       | Kutil Tim                                              | Dave                   | díl: „Mluv se mnou“                                  |
| 1996       | Buddies                                                | Dave Carlisle          | hlavní role, 14 dílů                                 |
| 1997       | Happily Ever After: Fairy Tales for Every Child        | Pavouk (hlas)          | díl: „Mother Goose“                                  |
| 1998       | The Larry Sanders Show                                 | Sám sebe               | díl: „Pilots and Pens Lost“                          |
| 1998       | HBO Comedy Half-Hour                                   | Sám sebe               | díl: „Dave Chappelle“                                |
| 2000       | Dave Chappelle: Killin' Them Softly                    | Sám sebe               | TV speciál (stand-up comedy)                         |
| 2002–2007  | Vtipálkové Crank Yankers                               | Francis, Shawin (hlas) | 2 díly                                               |
| 2003       | Wanda at Large                                         | Vincent                | díl: „The Favor“                                     |
| 2003– 2006 | Chappelle's Show                                       | Sám sebe               | 28 dílů, také tvůrce, scenárista a výkonný producent |
| 2004       | Dave Chappelle: For What It's Worth                    | Sám sebe               | TV speciál (stand-up comedy)                         |
| 2016       | Saturday Night Live                                    | Sám sebe               | díl: „Dave Chappelle/A Tribe Called Quest“           |
| 2017       | The Age of Spin: Live at the Hollywood Palladium       | Sám sebe               | TV speciál (stand-up comedy)                         |
| 2017       | Deep in the Heart of Texas: Live at Austin City Limits | Sám sebe               | TV speciál (stand-up comedy)                         |
| 2017       | Dave Chappelle: Equanimity                             | Sám sebe               | TV speciál (stand-up comedy)                         |
| 2017       | Dave Chappelle: The Bird Revelation                    | Sám sebe               | TV speciál (stand-up comedy)                         |
| 2018       | Comedians in Cars Getting Coffee                       | Sám sebe               | díl: „Nobody Says, „I Wish I Had A Camera““          |
| 2019       | Dave Chappelle: Sticks & Stones                        | Sám sebe               |                                                      |
| 2020       | 22nd Mark Twain Prize for American Humor               | Sám sebe               | TV speciál                                           |
| 2021       | Dave Chappelle: The Closer                             | Sám sebe               | TV speciál (stand-up comedy)                         |